# 徐紀 (成化進士)
徐紀（1458年—？），字大紀，直隸任丘縣（今河北省任丘市）人。明朝政治人物。

## 生平
成化二十三年（1487年）丁未科進士第三甲第三十五名。授吳縣知縣，未任卒。

## 家族
曾祖父徐彥禮；祖父徐敬；父親徐海，曾任運判。母于氏。慈侍下。兄徐經（贡士）；徐綸（義官）；徐綱。